# Century 21 Real Estate
Century 21 Real Estate LLC (kurz Century 21) ist ein international agierendes Franchise-Immobilienunternehmen zur Vermittlung von Wohn- und Gewerbeimmobilien im Premium-Segment. Die Unternehmenszentrale befindet sich in Madison, New Jersey, in den Vereinigten Staaten. Sie ist eine Tochtergesellschaft der Anywhere Real Estate Inc. (früher: Realogy).

## Geschäftsmodell
Das Angebot umfasst Dienstleistungen rund um Immobilientransaktionen. Century 21 betreibt gegenwärtig mehr als 6.900 unabhängige Büros und ist in mehr als 78 Ländern vertreten. Mit rund 101.000 Mitarbeitern weltweit und Geschäftsstellen in über 78 Ländern ist sie im Sektor führend.
Neben dem Lizenzpartnersystem bildet das Mitte der neunziger Jahre eingeführte Shopkonzept die Basis für das Geschäftsmodell von Century 21. Die Immobilien-Shops trugen stark dazu bei, dass Century 21 eine zunächst landesweit und inzwischen auch weltweit bekannte Marke wurde.

## Geschichte
Der Name Century 21 leitet sich von der Weltausstellung 1962 in Seattle, Washington, die den Namen Century 21 Exposition hatte. Century 21 wurde 1971 von den zwei Immobilienmaklern Art Bartlett and Marsh Fisher in Orange County in Kalifornien gegründet.
Die Firma wurde 1984 von der Metropolitan Life Insurance Company aufgekauft. Im Jahr 1995 wurde sie unter Leitung von Robert W. Pittman ein Teil der HFS, dem Vorgänger von Cendant. 2006 entstand das Spin-off Cendant, unter dessen Immobiliensparte Anywhere Real Estate Inc. die Century 21 Real Estate LLC seither operiert.
Seit 2012 ist Century 21 auch in Deutschland vertreten und betreibt 95 Standorte per August 2023.